# Пурэвжавын Хаянхярваа
Пурэвжавын Хаянхярваа (монг. Пүрэвжавын Хаянхярваа;  1 марта 1935, Улан-Батор — 19 августа 2020, там же) — монгольский композитор, дирижёр, хормейстер, писатель
, педагог, переводчик, телеведущий. Заслуженный деятель искусств (1979). Народный артист Монголии (2008). Член академии Чингизхана. Один из первых членов Союза композиторов Монголии.

## Биография
В 1955 году окончил офицерское училище. В 1955—1957 годах — музыкант Ансамбля песни и пляски Монгольской народно-революционной армии. С 1957 года- помощник дирижёра Образцового духового оркестра.
В 1957—1961 годах учился в Московской консерватории по специальности «Музыкальное дирижирование». С 1955 по 1957 год работал музыкантом Государственного академического театра оперы и балета, с 1961 по 1978 год — руководителем и художественным руководителем ансамбля Монгольской армии, с 1978 по 1981 год — художественным руководителем Государственного академического театра оперы и балета.
Руководил военно-музыкальной службой Вооружённых сил Монголии (1961—1978). Полковник. С 1995 года — руководитель Ансамбля песни и пляски Главного управления полиции. Позже, специалист в Министерстве культуры.
Дирижёр. В 1979 году первым в Монголии дирижировал балетом «Жизель» А. Адана в постановке Государственного академического театра оперы и балета Монголии.
Преподавал во многих школах искусства и культуры, опубликовал более 100 книг и учебников по духовой музыке и теории музыки, редактировал произведения своих коллег и учеников. Вместе со своим сыном Х. Зоригтом издал антологию американского композитора Гершвина «„Порги Бесс“ и немецкая музыка». Переводил с русского и немецкого языков. Поставил комедийную оперу «Мисс Винзор» . Более 30 лет вёл серию программ о музыкальной культуре и образовании на монгольском радио и телевидении.
Как композитор написал более 1000 музыкальных произведений, включая песни, гимны, марши, эстрадную и танцевальную музыку, музыку для фильмов, для цирка, оперу, симфонию, джаз, поп-музыку и др.

## Награды
- Орден «За боевые заслуги» (Монголия)
- Орден Красного Знамени (Монголия)
- Медаль «Победа на Халхин-Голе»
- Заслуженный артист Монгольской Народной Республики (1979)
- Народный артист Монголии (2008).
- Медали Монголии и СССР